# Calcio Portogruaro-Summaga
Calcio Portogruaro-Summaga is een Italiaanse voetbalclub uit Portogruaro die speelt in de Lega Pro Prima Division. De club werd opgericht in 1919 en de clubkleuren zijn donkerrood en zwart.